# Fort Oglethorpe
Fort Oglethorpe è una città degli Stati Uniti d'America, situata nello Stato della Georgia e in particolare nella contea di Catoosa, della quale è il capoluogo. Una piccola porzione della città si trova nella contea di Walker.